# آرکادی دوورکوویچ
آرکادی دوورکوویچ (روسی: Арка́дий Влади́мирович Дворко́вич؛ زادهٔ ۲۶ مارس ۱۹۷۲) سیاست‌مدار اهل اتحاد جماهیر شوروی سوسیالیستی و رئیس فدراسیون بین‌المللی شطرنج است.
وی همچنین برندهٔ جوایزی همچون نشان شایستگی جمهوری ایتالیا شده‌است.